# Municipio de Bristol (Minnesota)
El municipio de Bristol (en inglés: Bristol Township) es un municipio ubicado en el condado de Fillmore en el estado estadounidense de Minnesota. En el año 2010 tenía una población de 396 habitantes y una densidad poblacional de 4,24 personas por km².

## Geografía
El municipio de Bristol se encuentra ubicado en las coordenadas 43°32′38″N 92°8′58″O / 43.54389, -92.14944. Según la Oficina del Censo de los Estados Unidos, el municipio tiene una superficie total de 93.33 km², de la cual 93,33 km² corresponden a tierra firme y (0 %) 0 km² es agua.

## Demografía
Según el censo de 2010, había 396 personas residiendo en el municipio de Bristol. La densidad de población era de 4,24 hab./km². De los 396 habitantes, el municipio de Bristol estaba compuesto por el 98,74 % blancos, el 1,26 % eran de otras razas. Del total de la población el 1,26 % eran hispanos o latinos de cualquier raza.